# Saverio Moriones
Saverio Moriones, all'anagrafe Francisco Javier Moriones (Roma, 27 giugno 1943), è un doppiatore italiano.

## Biografia

Saverio Moriones con l'allora moglie Elisabetta Bonino e la figlia Amparo nel 1969

Nato da padre spagnolo e da madre italiana, Moriones si è trovato spesso a doppiare personaggi caratterizzati da un accento spagnolo.
Attore teatrale e conduttore, per tre anni, della trasmissione televisiva per bambini Giocagiò, ha doppiato Richard Dean Anderson nel ruolo da protagonista della serie televisiva MacGyver. Ha prestato la voce anche a Danny Trejo in diversi ruoli, a Dwight Schultz dalla terza alla quinta stagione di A-Team, Fritz Wepper in L'ispettore Derrick, Sam Waterston in Law & Order - I due volti della giustizia, William Shatner in Boston Legal, Stacy Keach in Prison Break e molti altri.
In campo cinematografico ha doppiato Tommy Lee Jones in Non è un paese per vecchi, Joe Pesci in Mamma, ho perso l'aereo e Mamma, ho riperso l'aereo: mi sono smarrito a New York oltre a Pete Postlethwaite ne Il mondo perduto - Jurassic Park. È la voce di Slinky in Toy Story 4, in sostituzione di Piero Tiberi, morto nel 2013.
Si è ritirato dall'attività il 22 settembre 2019, dopo aver pubblicato un post sulla sua pagina Facebook con la didascalia "E con questo vi saluto", dove vengono raffigurati alcuni dei personaggi da lui doppiati.

## Vita privata
È stato sposato con Elisabetta Bonino, con cui ha lavorato in Giocagiò: la coppia ha avuto due figli. È attualmente sposato con Germana Tucci da cui ha avuto una figlia.

## Programmi televisivi
- Giocagiò (Programma Nazionale, 1966-1969) - conduttore

## Filmografia
- Violenza al sole, regia di Florestano Vancini (1969)
- Anna Karenina, regia di Sandro Bolchi - miniserie TV, sesta puntata (1974)
- Disonora il padre, regia di Sandro Bolchi - miniserie TV, terza puntata (1978)
- Don Matteo - serie TV, episodio 5.6 (2006)

## Doppiaggio

### Film
- Danny Trejo in Con Air, Bubble Boy, xXx, La linea, Fanboys, Predators, Succhiami, Death Race 3 - Inferno, Dead in Tombstone, Machete Kills, In the Blood
- Pete Postlethwaite in Il mondo perduto - Jurassic Park, The Constant Gardener - La cospirazione, Amistad, Solomon Kane
- Joe Pesci in Mamma, ho perso l'aereo, Mamma, ho riperso l'aereo: mi sono smarrito a New York
- Tommy Lee Jones in Non è un paese per vecchi, Captain America - Il primo Vendicatore
- Jon Voight in Assassinio sul ponte, Transformers
- Anthony Heald in Il silenzio degli innocenti
- Ian Holm in Enrico V, La pazzia di Re Giorgio
- Michael Biehn in The Abyss
- Dan Hedaya in I soliti sospetti, Commando
- Hank Azaria in I perfetti innamorati
- Ian McShane in Agente Cody Banks
- Cliff Curtis in La giuria
- Jeffrey Wright in Shaft
- Ken Jenkins in Air America (ridoppiaggio)
- Ralph Brown in Mean Machine
- Roberto Carnaghi in Moebius
- Jesús Ochoa in Beverly Hills Chihuahua
- Cary-Hiroyuki Tagawa in Tekken
- Jim McManus in Un matrimonio all'inglese
- Jaime Tirelli in Bella
- James Frain in Elizabeth
- Daniel Pilon in Shoot 'Em Up - Spara o muori!
- Denis Arndt in Basic Instinct (ridoppiaggio)
- Ray Liotta in Hannibal
- Geoffrey Rush in Prima ti sposo poi ti rovino
- Thomas Gibson in Eyes Wide Shut
- Maurice Orozco in Transamerica
- Alan Blumenfeld in Piccola peste torna a far danni
- Edward James Olmos in Cani sciolti
- Tom Poston in Fuga dal Natale
- Eduardo Yañez in The Punisher
- Jeffrey Tambor in Il grande bullo
- Carmen Argenziano in Analisi di un delitto
- Michael Madsen in The Doors, Uomini spietati, L.A.P.D. - Linea spezzata
- Rafael H. Robledo in Darkman
- Viktor Hernandez in Contraband
- John Sumner in King Kong
- Demián Bichir in The Hateful Eight
- George Segal in Caccia mortale
- Edd Byrnes in In campeggio a Beverly Hills
- Daniel von Bargen in Soldato Jane, A Civil Action
- Willam Forsythe in The Librarians
- Juan Fernández in The Lost City
- Alberto Vazquez in La leggenda del pianista sull'oceano
- Richard Dillard in Cooper - Un angelo inaspettato
- Anthony Higgins in I misteri del giardino di Compton House
- Renaud in Crime Spree - In fuga da Chicago

### Serie televisive
- Sam Waterston in Law & Order, Grace and Frankie e The Newsroom
- Danny Trejo in Alias
- Tim Allen in Quell'uragano di papà
- Dwight Schultz in A-Team (st. 3-5)
- Richard Dean Anderson in MacGyver
- Claus Theo Gärtner in Un caso per due
- Fritz Wepper in L'ispettore Derrick, Un ciclone in convento
- Michael Parks in Walker Texas Ranger
- Jim Beaver in Supernatural
- Corbin Bernsen in Psych
- David O'Hara in Gotham
- Rubén Blades in Fear the Walking Dead (st. 1-3, 5)
- Gérard Sergues in Il corsaro
- Timothy Bottoms in Dinosauri tra noi
- Emilio Rivera in Sons of Anarchy (st. 7)
- Juan Carlos Cantu in Better Call Saul (ep. 2x02)
- Robert Grubb in Miss Fisher - Delitti e misteri (ep. 1x04)
- Karl Markovics in Babylon Berlin
- William Shatner in Boston Legal (ep. 16-101)

### Film d'animazione
- William Dalton in Lucky Luke - La ballata dei Dalton (doppiaggio originale)
- Tasso ne Il vento nei salici[1]
- Carcassa in Rango
- Seizaemon in Pom Poko
- Kamajii ne La città incantata
- Ordinalfabetix in Asterix e il regno degli dei
- Don Poncho in Pedro: Galletto coraggioso
- Gian in Doraemon nel paese preistorico
- Barnabas in Peter Rabbit
- Chicarron in Coco
- Slinky in Toy Story 4

### Serie animate
- Kortan in Highlander
- Nonno Robert Freeman in The Boondocks
- Paul McCartney e Buzz Aldrin in I Simpson[2]
- Presidente della Costa Rica in South Park
- Mosè in Lupo Alberto
- Brooks in Sandokan - La tigre della Malesia
- Polifemo in Ulisse. Il mio nome è Nessuno
- Josè Mendoza in Rocky Joe
- Capitan Futuro in Capitan Futuro
- Wong Lee in Mobile Suit Z Gundam
- Ryoko e Koh in 3x3 occhi
- Ryuichiro Shima in Shuten Doji
- Signor Archer in Lupin III - All'inseguimento del tesoro di Harimao
- Generale Cacciateste in Lupin III - Trappola mortale
- Shin in Abenobashi - Il quartiere commerciale di magia
- Botist in Full Metal Panic!
- Kaijinbo in Inuyasha
- Il portoghese ne L'isola del tesoro
- Silver Fang in One-Punch Man
- Jurgens in Eureka Seven[3]

### Videogiochi
- Raul Alfonso Tejada e Hallon in Fallout: New Vegas[4]

## Radio
- El Muerto ne Le avventure di Tex Willer, regia di Armando Traverso - sceneggiato (Rai Radio 2, 2001)[5]
- Dylan Dog, regia di Armando Traverso - sceneggiato (Rai Radio 2, 2002)
- Jolanda, la figlia del corsaro nero, regia di Arturo Villone (sceneggiato, Rai Radio 2, 2006)[6]